# Zeki Amdouni
Zeki Amdouni (Genf, 2000. december 4. –) svájci válogatott labdarúgó, a portugál Benfica csatára kölcsönben az angol Burnley csapatától.

## Pályafutása

### Klubcsapatokban
Amdouni a svájci Genf városában született. Az ifjúsági pályafutását a helyi Servette csapatában kezdte, majd az Meyrin és az Étoile Carouge akadémiájánál folytatta.
2017-ben debütált az Étoile Carouge negyedosztályban szereplő felnőtt csapatában, ahol összesen 38 mérkőzésen 14 gólt ért el. 2019. júliusában a másodosztályú Stade Lausanne Ouchy szerződtette le.
2021. július 1-jén ötéves szerződést kötött a Super League-ben szereplő Lausanne-Sport együttesével. Először a 2021. július 24-ei, St. Gallen elleni mérkőzésen lépett pályára. Első gólját 2021. augusztus 22-én, a Basel ellen 2–2-es döntetlennel zárult találkozón szerezte. 2022. június 24-én két évre a Baselhez igazolt kölcsönben. A lehetőséggel élve, 2023 nyarán a Baselhez igazolt, ám még 2023. július 19-én az angol első osztályban érdekelt Burnley-hez írt alá. A 2024–25-ös idényben a portugál Benficánál szerepelt kölcsönben.

### A válogatottban
2021-ben debütált a svájci U21-es válogatottban. Először a 2021. május 30-ai, Írország elleni mérkőzés 46. percében Felix Mambimbi cseréjeként lépett pályára. Első válogatott gólját 2021. szeptember 3-án, Gibraltár ellen 4–0-ra megnyert EB-selejtezőn szerezte.
2022-ben mutatkozott be a felnőtt válogatottban. Először a 2022. szeptember 27-ei, Csehország ellen 2–1-re megnyert mérkőzés 79. percében, Ruben Vargast váltva debütált. Első válogatott gólját 2023. március 25-én, Fehéroroszország ellen 5–0-ás győzelemmel zárult EB-selejtezőn szerezte meg. 2024. június 7-én bekerült Murat Yakın szövetségi kapitány 26 fős keretébe, akik utaznak az Európa-bajnokságra.

## Statisztika
2023. május 29. szerint.
| Klub                 | Szezon   | Bajnokság              | Bajnokság | Bajnokság | Kupa  | Kupa  | Nemzetközi | Nemzetközi | Összesen | Összesen |
| Klub                 | Szezon   | Bajnokság              | Mérk.     | Gólok     | Mérk. | Gólok | Mérk.      | Gólok      | Mérk.    | Gólok    |
| -------------------- | -------- | ---------------------- | --------- | --------- | ----- | ----- | ---------- | ---------- | -------- | -------- |
| Stade Lausanne Ouchy | 2019–20  | Swiss Challenge League | 24        | 3         | 2     | 1     | 0          | 0          | 26       | 4        |
| Stade Lausanne Ouchy | 2020–21  | Swiss Challenge League | 32        | 11        | 0     | 0     | 0          | 0          | 32       | 11       |
| Lausanne-Sport       | 2021–22  | Swiss Super League     | 34        | 12        | 4     | 2     | 0          | 0          | 38       | 14       |
| Basel (kölcsönben)   | 2022–23  | Swiss Super League     | 32        | 12        | 3     | 3     | 17         | 7          | 52       | 22       |
| Burnley              | 2023–24  | Premier League         | 34        | 5         | 3     | 1     | —          | —          | 37       | 6        |
| Burnley              | 2024–25  | Championship           | 2         | 1         | 0     | 0     | —          | —          | 2        | 1        |
| Összesen             | Összesen | Összesen               | 158       | 44        | 12    | 7     | 17         | 7          | 187      | 58       |

### A válogatottban
| Válogatott | Év       | Pályára lépés | Gól |
| ---------- | -------- | ------------- | --- |
| Svájc      | 2022     | 1             | 0   |
| Svájc      | 2023     | 10            | 6   |
| Svájc      | 2024     | 14            | 4   |
| Összesen   | Összesen | 25            | 10  |

#### Góljai a válogatottban
| #  | Időpont             | Helyszín                                   | Ellenfél         | Gólok | Eredmény | Kiírás                     |
| -- | ------------------- | ------------------------------------------ | ---------------- | ----- | -------- | -------------------------- |
| 1  | 2023. március 25.   | Karađorđe Stadion, Újvidék, Szerbia        | Fehéroroszország | 5–0   | 5–0      | 2024-es EB-selejtező       |
| 2  | 2023. március 28.   | Stade de Genève, Genf, Svájc               | Izrael           | 2–0   | 3–0      | 2024-es EB-selejtező       |
| 3  | 2023. június 16.    | Nemzeti Stadion, Andorra la Vella, Andorra | Andorra          | 2–0   | 2–1      | 2024-es EB-selejtező       |
| 4  | 2023. június 19.    | Swissporarena, Luzern, Svájc               | Románia          | 1–0   | 2–2      | 2024-es EB-selejtező       |
| 5  | 2023. június 19.    | Swissporarena, Luzern, Svájc               | Románia          | 2–0   | 2–2      | 2024-es EB-selejtező       |
| 6  | 2023. október 15.   | Kybunpark, Sankt Gallen, Svájc             | Fehéroroszország | 3–3   | 3–3      | 2024-es EB-selejtező       |
| 7  | 2024. június 4.     | Swissporarena, Luzern, Svájc               | Észtország       | 2–0   | 4–0      | Barátságos mérkőzés        |
| 8  | 2024. szeptember 8. | Stade de Genève, Genf, Svájc               | Spanyolország    | 1–2   | 1–4      | 2024–25-ös Nemzetek Ligája |
| 9  | 2024. október 15.   | Kybunpark, Sankt Gallen, Svájc             | Dánia            | 2–1   | 2–2      | 2024–25-ös Nemzetek Ligája |
| 10 | 2024. november 15.  | Letzigrund, Zürich, Svájc                  | Szerbia          | 1–0   | 1–1      | 2024–25-ös Nemzetek Ligája |

## Sikerei, díjai
Benfica
- Portugál Ligakupa
  - Győztes (1): 2024–25